# Jonathan Penrose
Pour les articles homonymes, voir Penrose.
Jonathan Penrose est un joueur d'échecs britannique né le 7 octobre 1933 à Colchester et mort le 30 novembre 2021.
Il est grand maître international du jeu d'échecs (depuis 1993) et du jeu d'échecs par correspondance (depuis 1983).

## Biographie et carrière
Jonathan Penrose est le frère du physicien et mathématicien Roger Penrose.
Il est maître international depuis 1961 et grand maître depuis 1993.
Meilleur joueur anglais de la fin des années 1950 au début des années 1970, il a remporté le Championnat d'échecs de Grande-Bretagne à dix reprises (chaque année de 1958 à 1963 et de 1966 à 1969) ainsi que le tournoi de Hastings (ex æquo) en 1952-1953.
Il fut membre de l'équipe d'Angleterre aux Olympiades d'échecs de 1952 à 1962,,,,,, de 1968 à 1970, et de 1974. La partie durant laquelle il infligea sa seule défaite au nouveau champion du monde Mikhaïl Tal (et seule défaite subie par un membre de l'équipe de l'Union soviétique) lors de l'Olympiade de 1960 est restée célèbre.
Ne supportant plus la pression, il s'est tourné vers les échecs par correspondance. Il obtient le titre de grand maître en 1983, devient numéro un mondial à la fin des années 1980 et termine à la troisième place du 13e championnat du monde.